# Белов, Владимир Васильевич
Владимир Васильевич Белов — российский учёный в области оптики, доктор физико-математических наук, профессор, заслуженный деятель науки РФ (1997).

## Биография
Родился 19 июля 1948 в селе Белый Яр Верхнекетского района Томской области в семье служащих.
Окончил радиофизический факультет Томского университета (1971).
В 1971—1993 гг. младший научный сотрудник, старший научный сотрудник СФТИ. В 1982 г. защитил кандидатскую диссертацию:
- Решение задач теории видения и лазерного зондирования методом Монте-Карло : диссертация … кандидата физико-математических наук : 01.04.05. — Томск, 1981. — 193 с. : ил.

С 1992 года доктор физико-математических наук.
С 1993 г. зав. лабораторией распространения оптических сигналов Института оптики атмосферы им. В. Е. Зуева Сибирского отделения РАН.
С 2002 по совместительству профессор кафедры космической физики и экологии Томского государственного университета.
Область научных интересов: теория формирования изображений в рассеивающих средах, статистическое моделирование, теория переноса излучения.
Заслуженный деятель науки РФ (16.12.1997).
Сочинения:
- Лазерное зондирование геометрической и оптической толщин однородных облаков [Текст]. — Томск : [б. и.], 1976. — 34 с. : ил.; 20 см. — (АН СССР. Сиб. отд-ние. Ин-т оптики атмосферы. Препринт; 16).
- Теория систем в оптике дисперсных сред [Текст] = Systems with applications in scattering media / В. Е. Зуев, В. В. Белов, В. В. Веретенников; РАН. Сиб. отд-ние. Ин-т оптики атмосферы. — Томск : Изд-во СО РАН, 1997. — 402 с. : ил.; 21 см; ISBN 5-7692-0087-1
- От физических основ, теории и моделирования к тематической обработке спутниковых изображений / В. В. Белов, С. В. Афонин ; Рос. акад. наук, Сиб. отд-ние, Ин-т оптики атмосферы. — Томск : Изд-во Ин-та оптики атмосферы СО РАН, 2005. — 265 с. : ил., карт., табл.; 20 см; ISBN 5-94458-050-X
- Применение оптико-электронных технологий и методов математического моделирования для исследования бумажных носителей исторических документов / В. В. Белов, Б. Д. Борисов, Ю. В. Гриднев [и др.]. — Томск : Ин-т оптики атмосферы СО РАН : Том. гос. ун-т, 2000. — 37 с. : ил.; 20 см. — (Препринт / Том. гос. ун-т. Науч. б-ка ТГУ, Ин-т оптики атмосферы СО РАН; № 1).